# Frantzís
Frantzís (Frantzis) är en ort i Grekland.   Den ligger i prefekturen Fthiotis och regionen Grekiska fastlandet, i den centrala delen av landet, 150 km nordväst om huvudstaden Aten. Frantzís ligger 116 meter över havet och antalet invånare är 551.
Terrängen runt Frantzís är varierad. Runt Frantzís är det glesbefolkat, med 20 invånare per kvadratkilometer. Närmaste större samhälle är Lamia, 6,8 km nordost om Frantzís. == Kommentarer ==
1. ↑  Framräknat ur variansen i alla höjduppgifter (DEM 3") från Viewfinder Panoramas, inom 10 km radie.[2] Mer om algoritmen finns här: Användare:Lsjbot/Algoritmer.